# Rinolicuorrea

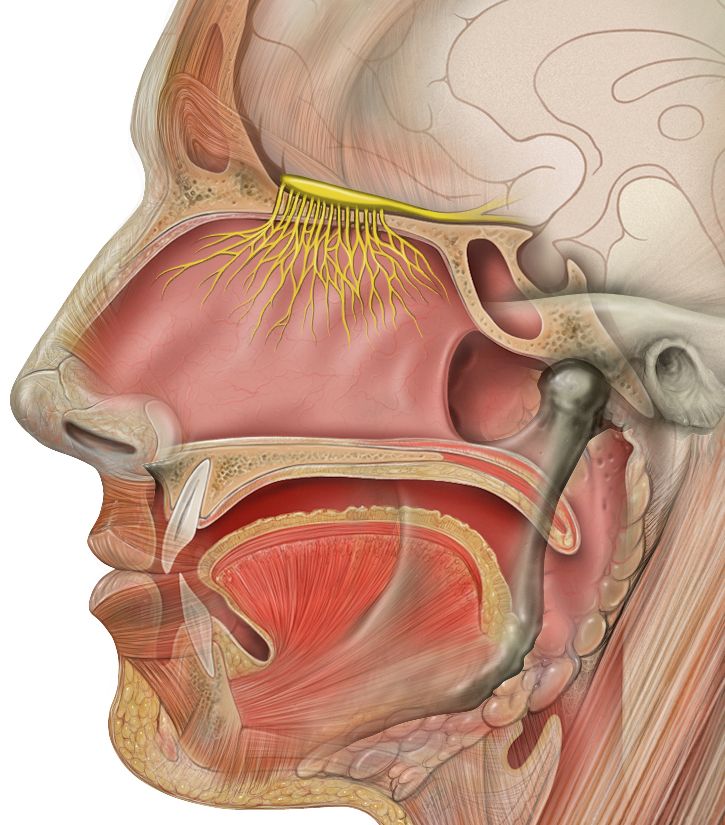
Imagen lateral de las fosas nasales en la que puede observarse la lámina cribosa del etmoides atravesada por las fibras nerviosas que forman el nervio olfatorio

En medicina, se conoce como rinolicuorrea o rinorraquia a la salida de líquido cefalorraquídeo a través de las fosas nasales. Para que se produzca, es necesaria la ruptura en las meninges y el tejido óseo que separa la cavidad nasal del espacio subaracnoideo. La causa más frecuente es una fractura en la lámina cribosa del etmoides.

## Síntomas
El síntoma principal es la rinorrea de líquido cefalorraquídeo. Pueden existir otras manifestaciones, entre ellas dolor de cabeza, pérdida de olfato (anosmia) y vértigo.

## Causas
En el 80% de los casos se debe a un traumatismo accidental, lo más habitual es la fractura de la base del cráneo. La mayoría de las restantes son consecuencia de algún procedimiento quirúrgico. Alrededor del 4% del total son espontáneas sin ningún antecedente traumático. La localización más frecuente de la fractura es el hueso etmoides, sobre todo la lámina cribosa, menos habitual es que afecte el seno esfenoidal y el seno frontal.

## Complicaciones
La complicación más grave es la aparición de meningitis, pues la solución de continuidad que permite la salida del líquido cefalorraquídeo a través de la nariz, puede actuar como puerta de entrada para los gérmenes que penetran fácilmente a través de esta vía en el sistema nervioso central.

## Tratamiento
El tratamiento es quirúrgico. Tras localizar el punto en el que se produce la fuga, se procede a su reparación, para lo que pueden emplearse diferentes técnicas quirúrgicas, entre ellas la colocación de injertos que permiten la reparación y cicatrización de la zona dañada en el hueso etmoides u otras localizaciones.